# الکسیس کوچان
الکسیس کوچان (اوکراینی: Алексіс Коxан؛ زادهٔ ۶ مارس ۱۹۵۳) خواننده اهل اوکراین است.